# Fusifilum
Fusifilum es un género con cuatro especies de plantas herbáceas de la subfamilia de las escilóideas dentro de las asparagáceas. Es originario de  Sudáfrica.

## Taxonomía
El género fue descrito por Constantine Samuel Rafinesque   y publicado en Flora Telluriana 2: 27. 1836[1837].

## Especies
- Fusifilum bruce-bayeri U.Müll.-Doblies, J.S.Tang & D.Müll.-Doblies
- Fusifilum capitatum (Hook.f.) Speta
- Fusifilum crenulatum U.Müll.-Doblies, J.S.Tang & D.Müll.-Doblies
- Fusifilum depressum (Baker) U.Müll.-Doblies, J.S.Tang & D.Müll.-Doblies
- Fusifilum emdeorum J.S.Tang & Weiglin
- Fusifilum gifbergense U.Müll.-Doblies, J.S.Tang & D.Müll.-Doblies
- Fusifilum glaucum U.Müll.-Doblies, J.S.Tang & D.Müll.-Doblies
- Fusifilum hei U.Müll.-Doblies, J.S.Tang & D.Müll.-Doblies
- Fusifilum magicum U.Müll.-Doblies, J.S.Tang & D.Müll.-Doblies
- Fusifilum minus (A.V.Duthie) Speta
- Fusifilum oliverorum U.Müll.-Doblies, J.S.Tang & D.Müll.-Doblies
- Fusifilum papillosum U.Müll.-Doblies, J.S.Tang & D.Müll.-Doblies
- Fusifilum physodes (Jacq.) Raf. ex Speta
- Fusifilum spirale U.Müll.-Doblies, J.S.Tang & D.Müll.-Doblies
- Fusifilum stoloniferum U.Müll.-Doblies, J.S.Tang & D.Müll.-Doblies